# Joanne Fox
Joanne Fox (Melbourne, 12 de junho de 1979) é uma jogadora de polo aquático australiana, campeã olímpica.

## Carreira
Joanne Fox fez parte da geração medalha de ouro em Sydney 2000.